# Hodosivka, Kiev-Sveatoșîn
Hodosivka (în ucraineană Ходосівка) este o comună în raionul Kiev-Sveatoșîn, regiunea Kiev, Ucraina, formată numai din satul de reședință.

## Demografie
Componența lingvistică a comunei Hodosivka
     Ucraineană (97,05%)
     Rusă (2,81%)
     Alte limbi (0,07%)
Conform recensământului din 2001, majoritatea populației comunei Hodosivka era vorbitoare de ucraineană (97,05%), existând în minoritate și vorbitori de rusă (2,81%).